# Christian Fürchtegott Gellert
Christian Fürchtegott Gellert, född 4 juli 1715 i Hainichen, Sachsen, död 13 december 1769 i Leipzig, var en tysk skald och filosof.
Gellert kom 1729 i fursteskolan i Meissen och blev 1734 student vid universitetet i Leipzig. Han ämnade först bli präst, men valde sedan den akademiska banan. Han började 1745 hålla föreläsningar, som vann mycket bifall, och blev 1751 e. o. professor i filosofi. Gellert var mycket beundrad och älskad av sina samtida. Han var sannolikt Tysklands populäraste skald före Schiller, och kung Fredrik II av Preussen kallade honom "den förnuftigaste av alla tyska lärda". 
Mest spridda av hans verk blev de två samlingarna Fabeln und Erzählungen (I, 1746, II, 1748; I Fabler och berättelser, 1763; senare översatt av Carl Michael Bellman, 1793), som är skickligt, om också ordrikt berättade. Han skrev även lustspel, såsom Das Band (Det misstänkta bandet, 1773) och Das Loos in der Lotterie (1746; Den lyckeliga lottsedeln, 1779), och romanen Leben der schwedischen Gräfin von G*** (1747-48; Den svenska grefvinnan, 1757); den sistnämnda, som rönt inflytande av Richardson, verkar pinsam och omoralisk, trots salvelsen och moraliseringen, genom Gellerts ängslan för alla handlingar av kraft och beslutsamhet. Hans Briefe (1751) åtnjöt ett ofantligt stort anseende och ha i hög grad påverkat brevstilen. Geistliche Oden und Lieder (1757), som andas stark tro och förtröstansfull fromhet, är fortfarande ganska populära. Gellert utövade en viktig så att säga pedagogiskt litterär verksamhet, i det han vida utbredde intresset för vitterhet i Tyskland. Han var emellertid under senare delen av sitt liv nedtryckt genom sjukdom och blev gråtmilt sentimental i sitt föredrag.

## Psalmer
- Jag kommer, Gud, och söker dig (nr 151 1819, nr 195 1937), skriven 1757
- Mänska, o, vi dröjer du (nr 453 1819)
- På Gud, och ej på eget råd (nr 252 1819, nr 326 1937 nr 555 1986 och nr 25 Svenska Missionsförbundets sångbok 1920), skriven 1757.

## Källor

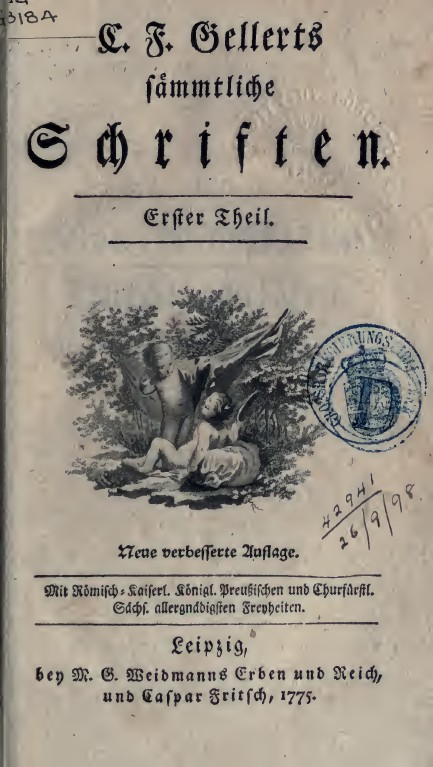
C. F. Gellerts sämmtliche Schriften. 1 (1775)